# Tizguite
 (décembre 2021).

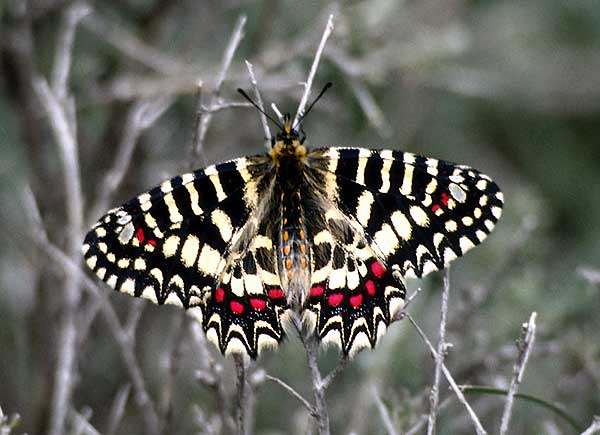
Le fameux papillon bio-indicateur

Tizguite ou Tizghit est une localité rurale du Maroc située dans la province d'Ifrane connue sous le nom de val d'Ifrane. Sa diversité floristique et faunique fait du site un lieu privilégié pour les écotouristes. Elle est classée Parc naturel, réputée par ses fameux papillons considérés comme bio-indicateurs (Zerynthia-rumina-africana), autrement dit comme thermomètre permettant l'évaluation de l'état de l'environnement.
La construction d'un barrage sur l'oued Tizguite en plein causse moyen atlassique a valorisé la région par la retenue des eaux de pluie et de neige, ce qui a régularisé les crues dévastatrices de l'oued Tizguite. Mais la gestion de ce gîte humide nécessite d'autres efforts de la part du gouvernement car les O.N.G. qui opèrent pour la sauvegarde de la nature du moyen Atlas ne peuvent à elles seules pallier certains problèmes liés à l'homme et à la manière dont il conçoit son environnement vis-à-vis de la nature. Ces organismes sont donc confrontés à une problématique relevant de la philosophie environnementale.

## Parc naturel de Tizguite
Le parc naturel de Tizguite fait partie du grand parc national d'Ifrane.
«La montagne marocaine, si l'on y prend garde, court vers sa ruine définitive. 
La destruction de la végétation engendre la ruine économique, 
et celle-ci provoque la dépopulation.» Louis Emberger (1938)
Le parc de Tizguite est soumis à diverses pressions, particulièrement la dynamique humaine, et la pollution, en plus de la désertification.

## Tizguite zone humide
La zone humide de l'Oued Tizguite, d’une superficie de 700 ha, classée priorité 1 par le plan directeur des aires protégées, présente un intérêt multiple : floristique, faunistique, du point de vue de l'écosystème et des paysages.

Appartenant à la région biogéographique du Moyen Atlas central, elle est constituée par le cours d'eau de Tizguite depuis les environs de la source Termilat, en amont d'Ifrane, jusqu'à la Zaouia de Sidi Abdeslam, avec ses affluents, ses rives et ses bas versants immédiats.

## Biodiversité
Le Maroc dispose d'une grande variété bioclimatique et d'une importante gamme de milieux naturels : 30 zones bio-géographiques et 39 écosystèmes terrestres dont 30 écosystèmes forestiers. Cela représente une diversité et une richesse biologique potentielles exceptionnelles : 4700 espèces végétales dont plus de 70 arbres forestiers, 101 espèces de mammifères, 236 espèces d'oiseaux et 114 espèces de reptiles et amphibiens.
Le Val d'Ifrane constitue un refuge de prédilection pour certaines espèces fauniques et floristiques.

## Qualités biologiques

### Flore et végétation
C'est probablement le site où existe la plus belle formation de frênes (Fraxinus angustifolia) du Maroc. C'est aussi l'un des cours d'eau marocains où la végétation (ripisylve dense et haute) est la plus variée (plus d’une trentaine d'espèces), la végétation aquatique et subaquatique couvrant la moitié du lit de l'oued.

### Faune et population animales
Le site abritait des peuplements très variés d’invertébrés dont plusieurs endémiques marocaines (tels que le Trichoptères Agapetus dolichopterus et A. dakkii) ou rares dans le Moyen Atlas (Schizopelex festiva, Setodes argentipunctellus, Protonemura talboti, P. algirica...).
Plusieurs espèces de Vertébrés rares ou localisées au Maroc ont été signalées dans ce cours d'eau : la Loutre, la Truite fario, le Goujon, l'écrevisse à pieds rouges, la Cistude, le Natrix natrix, en plus du Crapaud commun, du Cincle et de la bergeronnette des ruisseaux. La faune a été partiellement détruite à la suite des aménagements qu’a subi la vallée. Mais quelques zones encore en eau donnent un certain espoir de récupération de cette diversité.
Le plan d'eau artificiel d'Ifrane a permis l'installation (en nicheurs) de Foulque à crête et du Grèbe castagneux, ainsi que d'une colonie de Hérons garde-bœuf (environ 1000 individus). Soumis à un dérangement permanent, il abrite en hivernage moins de 200 oiseaux, surtout du colvert et quelques dizaines de souchets et de foulques (macroule et à crête), en plus de quelques chipeaux et morillons, pour ne citer que les espèces intéressantes.

## Écosystèmes et milieux
Cours d'eau frais de zone forestière de montagne ; sources fraîches, cascades, ripisylve, plans d'eau artificiels  - biodiversité élevée